# Ефимов, Борис Ефимович

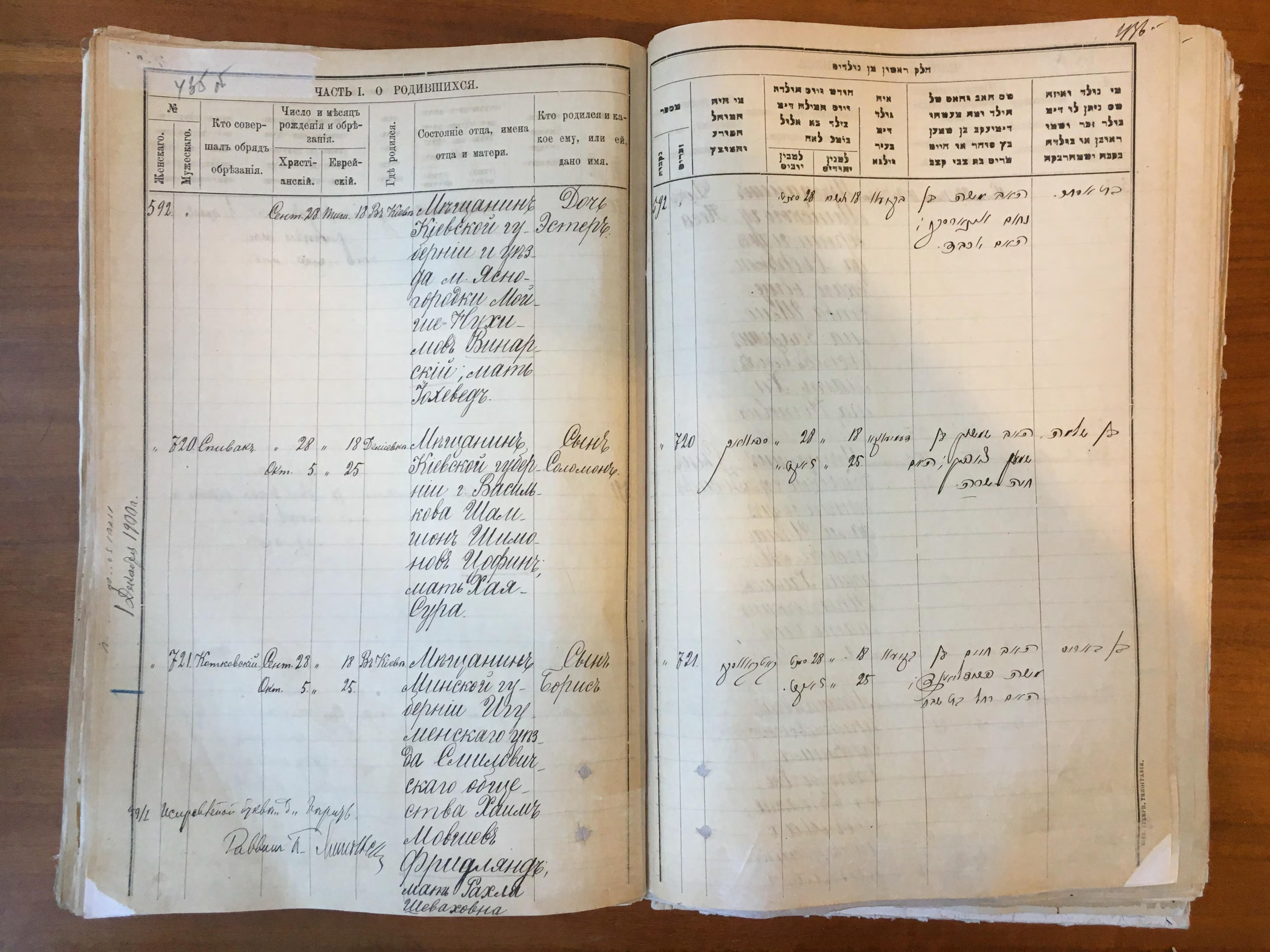
Запись № 721 в метрической книге Киевского раввината о рождении Бориса Хаимовича Фридлянда (Бориса Ефимова)

Бори́с Ефи́мович Ефи́мов (при рождении — Бори́с Ха́имович Фри́длянд; 28 сентября (11 октября) 1900, Киев — 1 октября 2008, Москва) — советский и российский художник-график, мастер политической карикатуры. Академик АХ СССР (1975; член-корреспондент 1954). Герой Социалистического Труда (1990). Народный художник СССР (1967). Лауреат Государственной премии СССР (1972) и двух Сталинских премий второй степени (1950, 1951).

## Биография
Родился 28 сентября (11 октября) 1900 года в Киеве, в семье Хаима Мовшевича (Ефима Моисеевича) Фридлянда (1860—1945), ремесленника-обувщика, мещанина местечка Смиловичи Игуменского уезда Минской губернии, и Рохли Шеваховны (Рахили Савельевны, урождённой Хохман, 1880—1969), родом из местечка Остёр Черниговской губернии.
Начал рисовать в 5 лет. После переезда родителей в Белосток поступил в реальное училище, где учился и его старший брат Михаил. Там они вместе издавали рукописный школьный журнал. Брат (будущий публицист и фельетонист Михаил Кольцов) редактировал издание, а Борис — иллюстрировал. В 1915 году оказался в Харькове — шла война, и русские войска были вынуждены оставить Белосток.
По словам самого Ефимова, первым опубликованным его рисунком стала карикатура на политического деятеля Михаила Родзянко в журнале «Солнце России» от 1916 года.
В 1917 году был учеником 6-го класса Харьковского реального училища. Перейдя в седьмой класс, он переехал в Киев. В 1917—1918 годах учился на юридическом факультете Киевского университета. Художественного образования не получил.
В 1918 году в киевском журнале «Зритель» появились его первые шаржи на А. А. Блока, В. Л. Юреневу, А. Р. Кугеля. В 1919 году стал одним из секретарей редакционно-издательского отдела Народного комиссариата по военным делам Советской Украины.
С 1920 года работал в качестве художника-карикатуриста в газетах «Коммунар», «Большевик», «Вісти», руководителем отдела изобразительной агитации ЮгРОСТА (Южное бюро Украинского отделения Российского телеграфного агентства) в Одессе.
С 1922 года художник переехал в Москву, где сотрудничал с газетами «Правда» и «Известия», с журналом «Крокодил» и многими другими изданиями, включая журнал «Чудак».
В июле 1932 года создан Московский областной союз советских художников (МОССХ). Ефимов принят в члены союза, избран заместителем председателя правления.
В 1932 году Ефимову было присвоено почётное звание «Заслуженный деятель искусств РСФСР».
После ареста брата Михаила, в конце 1938 года, художник был уволен из газеты «Известия» и вынужден был переключиться на работу в книжной иллюстрации (произведения М. Е. Салтыкова-Щедрина). В 1940 году под псевдонимом В. Борисов вернулся к политической карикатуре (газета «Труд») и после прямого указания В. М. Молотова был вновь включён в обойму мастеров советской политической карикатуры, с возобновлением публикаций в «Правде», «Крокодиле», «Агитплакате» и прочих изданиях.
Член и один из организаторов Объединения работников революционного плаката (1931—1932).
В 1966—1990 годах — главный редактор творческо-производственного объединения «Агитплакат». Автор политически злободневных карикатур на международные темы.
Вместе с В. Н. Дени, Д. С. Моором, Л. Г. Бродаты, М. М. Черемных, Кукрыниксами создал в мировой культуре уникальный феномен — «положительная сатира».
Активно участвовал во всех политических кампаниях советского правительства: борьба с «социал-фашистами» — социал-демократическими партиями Запада, борьба с троцкистами, бухаринцами и др., с космополитами, с генетиками — «вейсманистами-морганистами, душегубами-мухолюбами», с Ватиканом, «врачами-убийцами», с маршалом Тито, со «вражескими голосами» — радиостанциями Западной Европы и Америки («Радио Свобода», «Радио Свободная Европа», «Голос Америки») и так далее.
В Великую Отечественную войну рисовал карикатуры на Третий Рейх и его союзников. После окончания войны был приглашён на Нюрнбергский процесс, там делал зарисовки с натуры и рисовал карикатуры на подсудимых.
В 1967 году Борис Ефимов написал книгу «Жертва культа личности», в которой рассказал о репрессированном брате Михаиле Кольцове и передал воспоминания о его последних днях перед арестом. Книгу выпустило за границей издательство Flegon Press, отрывок был напечатан в журнале «Студент».
После распада СССР выполнил ряд карикатур и шаржей (в том числе и на советских руководителей), в 2001 году в подарок «Радио Свобода» нарисовал рисунок «Лови Свободу».
Оформил спектакли — «Титаник-вальс» Т. Мушатеску (1956, Центральный театр Советской Армии, Москва) и другие, участвовал в создании фильмов на студии «Союзмультфильм» (1950-е годы—1960-е годы).
В августе 2002 года возглавил отделение искусства карикатуры Российской академии художеств.
28 сентября 2007 года, в свой 107-й день рождения, был назначен на должность главного художника газеты «Известия».

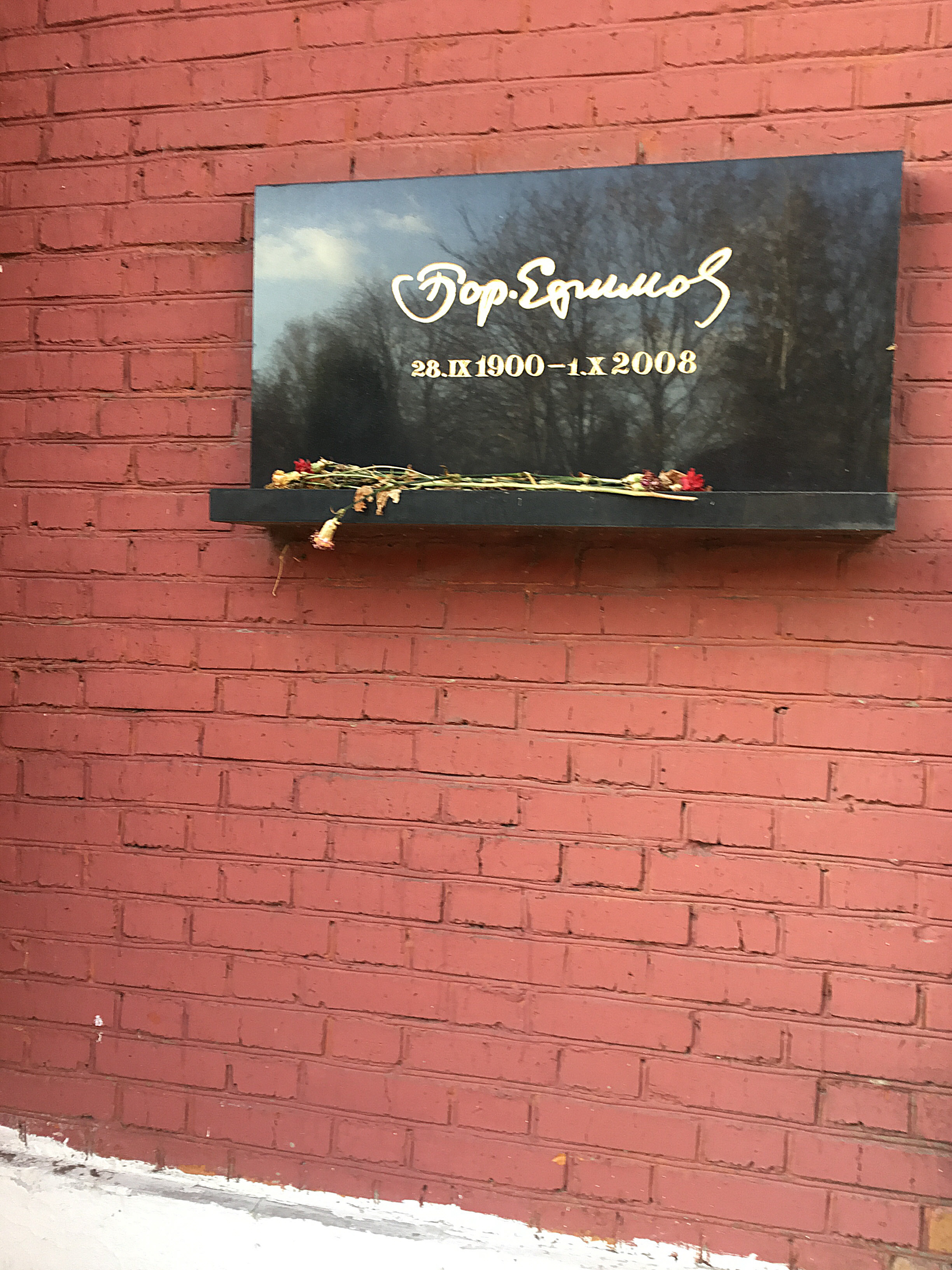
Захоронение Бориса Ефимова на Новодевичьем кладбище

И в 107 лет продолжал работать. В основном писал мемуары и рисовал дружеские шаржи, принимал активное участие в общественной жизни, выступая на всевозможных памятных и юбилейных встречах, вечерах, мероприятиях.
С 1932 года — член Союза художников СССР. Неоднократно избирался членом правления и секретарём Союза художников СССР.
Проживал в Москве, по адресу: Кутузовский проспект, д. № 1, в доме, построенном для сотрудников издательства «Известия».
Скончался в ночь на 1 октября 2008 года в Москве. В связи с тем, что его день рождения отмечался по старому стилю — 28 сентября, во многих источниках (в том числе и на доске колумбария, где он захоронен) указано, что он скончался на 109-м году жизни. Урна с прахом замурована в колумбарии Новодевичьего кладбища. На Новом Донском кладбище города Москвы возле колумбария 11 установлен кенотаф.

### Семья
- Старший брат — Михаил Ефимович Кольцов (1898—1940), писатель, журналист, общественный деятель, публицист[15].
- Двоюродный брат — Семён Осипович Фридлянд (1905—1964), фотограф, журналист[16].
- Первая жена (с 1921 года) — Розалия (Рузя) Борисовна Корецкая (1900—1969)[17].
- Вторая жена — Раиса Ефимовна Фрадкина (1901—1985), машинистка, сестра большевика и историка Бориса Волина и сценариста Г. Е. Фрадкина[18].
  - Сын — Михаил Борисович Ефимов (род. 1929).
    - Внуки — Виктор Михайлович Фрадкин (род. 1949) и Андрей Михайлович Ефимов (род. 1953).

## Награды и звания
- Герой Социалистического Труда (1990) — за особые заслуги в развитии советского изобразительного искусства[19]
- Заслуженный деятель искусств РСФСР (1932)[20]
- Народный художник РСФСР (1959)
- Народный художник СССР (1967)
- Сталинская премия второй степени (1950) — за политические карикатуры
- Сталинская премия второй степени (1951) — за альбом сатирических рисунков «За прочный мир, против поджигателей войны» (1950)
- Государственная премия СССР (1972) — за политические плакаты и карикатуры (1970—1971)
- Орден Почёта (2005) — за заслуги в области культуры и искусства, многолетнюю плодотворную деятельность[21]
- Три ордена Ленина (1976, 1980, 1990)
- Орден Октябрьской Революции (1985)
- Три ордена Трудового Красного Знамени (1960, 1962, 1970)
- Орден «Знак Почёта» (1967)
- Медаль «Ветеран труда»
- Медаль «В ознаменование 100-летия со дня рождения Владимира Ильича Ленина»
- Медаль «За доблестный труд в Великой Отечественной войне 1941—1945 гг.»
- Медаль «За оборону Москвы»
- Медаль «За победу над Германией в Великой Отечественной войне 1941—1945 гг.»
- Медаль «В память 800-летия Москвы»
- Медаль «В память 850-летия Москвы»
- Орден «Кирилл и Мефодий» I степени (НРБ)
- Ордена и медали иностранных государств
- Благодарность Президента Российской Федерации (2000) — за большой личный вклад в развитие отечественного изобразительного искусства и в связи со 100-летием со дня рождения[22]
- Почётная грамота Правительства Российской Федерации (2000) — за заслуги перед государством в области изобразительного искусства, многолетнюю плодотворную творческую деятельность и в связи со 100-летием со дня рождения[23]
- Почётный диплом с отличием Всемирной выставки плаката в Вене (1948)
- Золотые медали АХ СССР (1984, 1985)
- Премия города Москвы «Легенда века» (2003) — за создание на протяжении многих десятилетий творческой деятельности многогранных, разнообразных по жанру произведений, имеющих непреходящую историко-художественную ценность, и за выдающиеся заслуги в сохранении и развитии лучших традиций отечественного искусства[24]
- Специальная премия Фонда Артёма Боровика «За большой личный вклад в победу над гитлеровским фашизмом» (2005)[25].

## Произведения

### Альбомы карикатур
Произведения изданы в альбомах:
- Карикатуры / Предисловие Л. Троцкого. — М.: Изд. Известий ЦИК, 1924.
- Политические карикатуры 1924—1934 (1935)
- Фашизм — враг народов (1937)
- Гитлер и его свора (1943)
- За прочный мир, против поджигателей войны (1950)
- Международный репортаж (1961)
- Борис Ефимов в «Известиях». Карикатуры за полвека (1969)
- Рассказы старого москвича (1981)

### Литературные произведения
- Основы понимания карикатуры. — М.: 1961.
- Сорок лет: Записки художника-сатирика. — М.: Советский художник, 1961. — 205 с.
- Работа, воспоминания, встречи. — М.: Советский художник, 1963. — 192 с.
- Жертва культа личности. — Лондон: Flegon Press, 1967. — 39 с.[9][10]
- Мне хочется рассказать. — М.: 1970. — 208 с.
- Невыдуманные истории. — М.: Советский художник, 1976. — 222 с.
- Ровесник века: Воспоминания. — М., 1987. — 347 с.
- Десять десятилетий: О том, что видел, пережил, запомнил. — М.: Вагриус, 2000. — 636 c. — ISBN 5-264-00438-2.
- XX век в карикатурах. — М.: АСТ. — ISBN 978-5-17-110710-9.